# Victorinini
Tribu
Les Victorinini sont une tribu de lépidoptères (papillons) de la famille des Nymphalidae et de la sous-famille des Nymphalinae.

## Caractéristiques
Les Victorinini sont des papillons de taille moyenne à grande, souvent très colorés et ornementés.

## Systématique
Cette tribu a été décrite par l'entomologiste américain Samuel Hubbard Scudder en 1893.

## Liste des genres et des espèces
- Anartia Hübner, [1819]
  - Anartia amathea (Linnaeus, 1758)
  - Anartia chrysopelea Hübner, [1831]
  - Anartia fatima (Fabricius, 1793)
  - Anartia jatrophae (Linnaeus, 1763)
  - Anartia lytrea (Godart, 1819)
- Metamorpha Hübner, [1819]
  - Metamorpha elissa Hübner, [1819]
- Napeocles Bates, 1864
  - Napeocles jucunda (Hübner, [1808])
- Siproeta Hübner, [1823]
  - Siproeta epaphus (Latreille, [1813])
  - Siproeta superba (Bates, 1864)
  - Siproeta stelenes (Linnaeus, 1758)

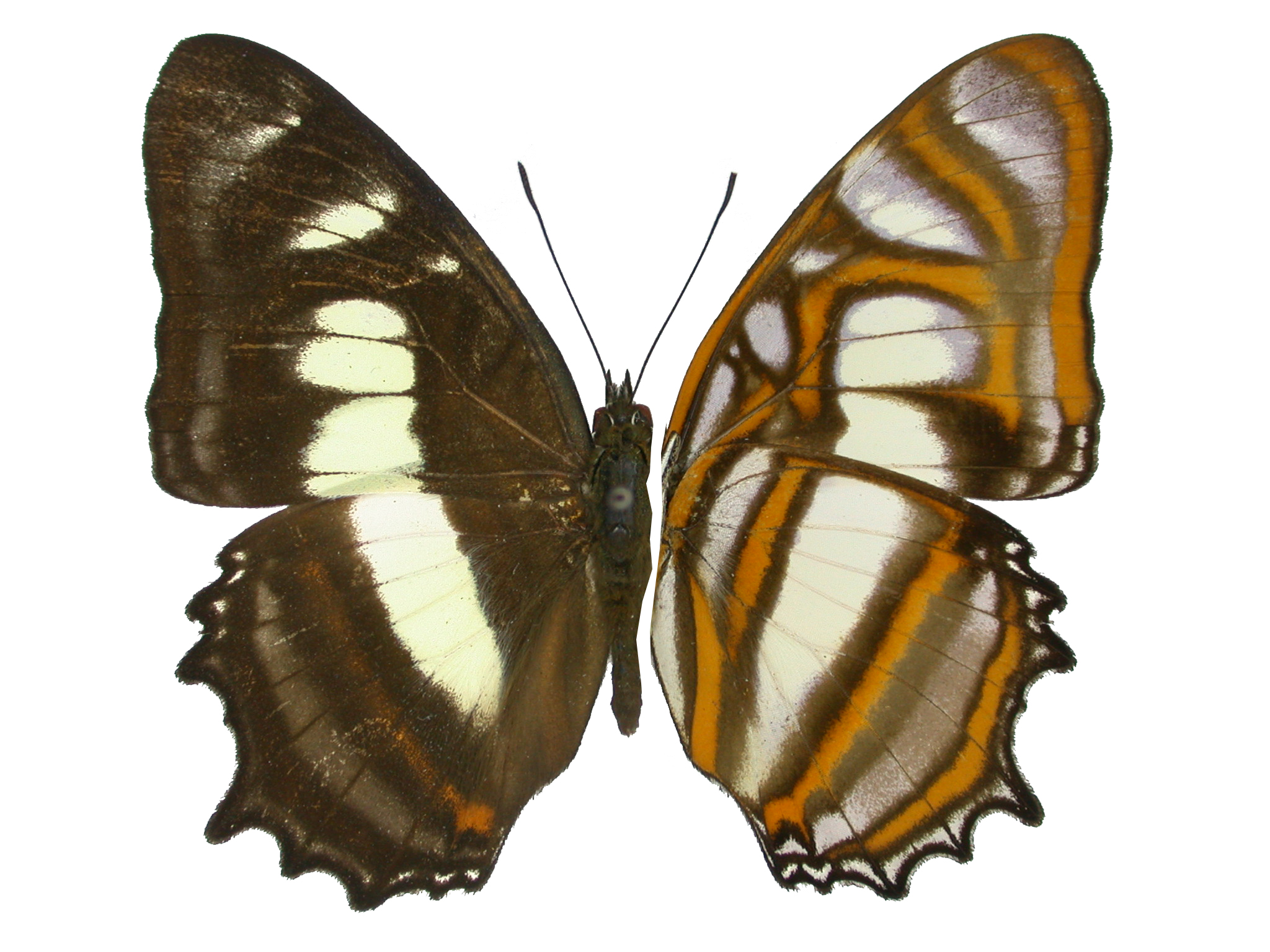
Metamorpha elissa
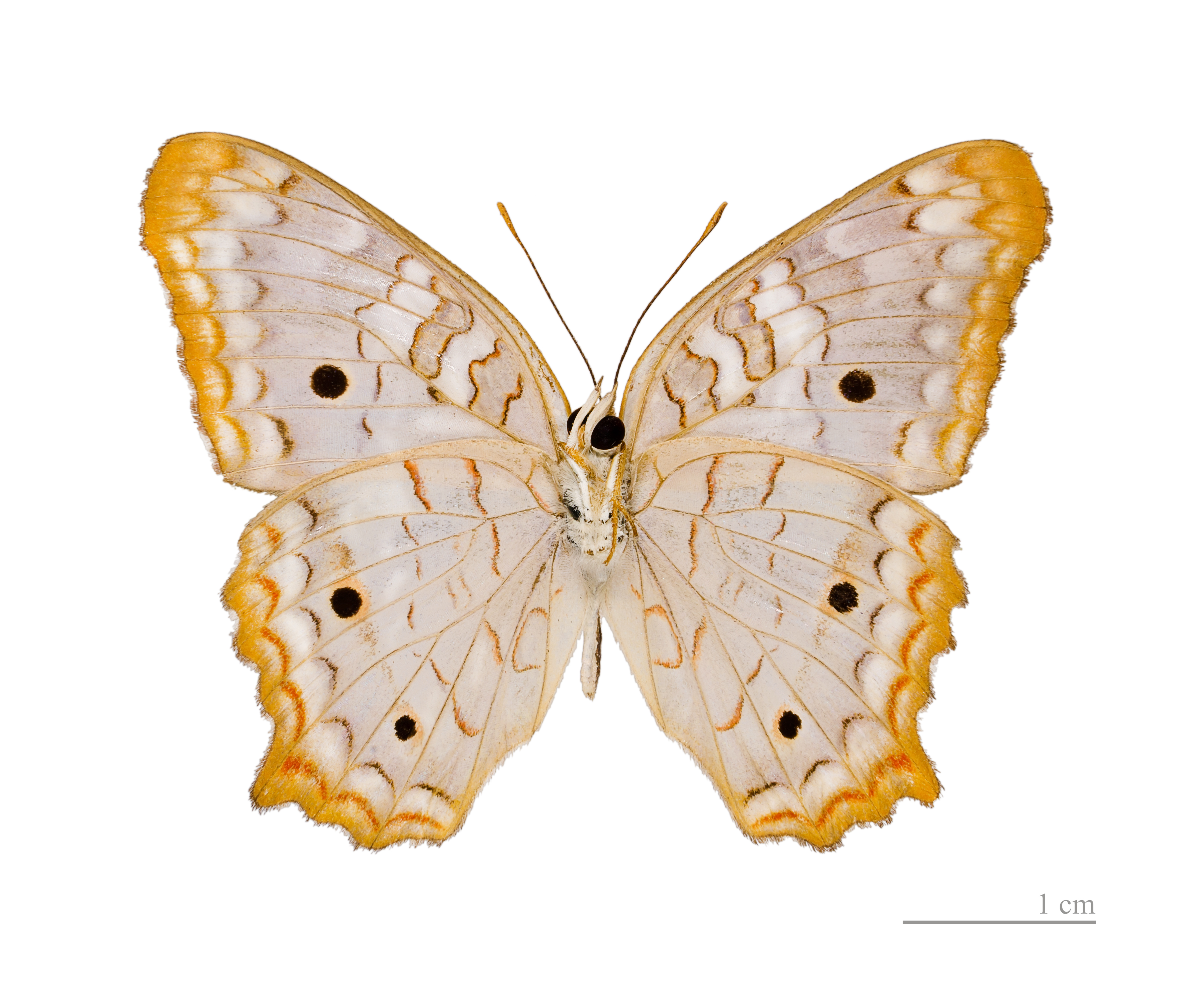
Anartia jatrophae
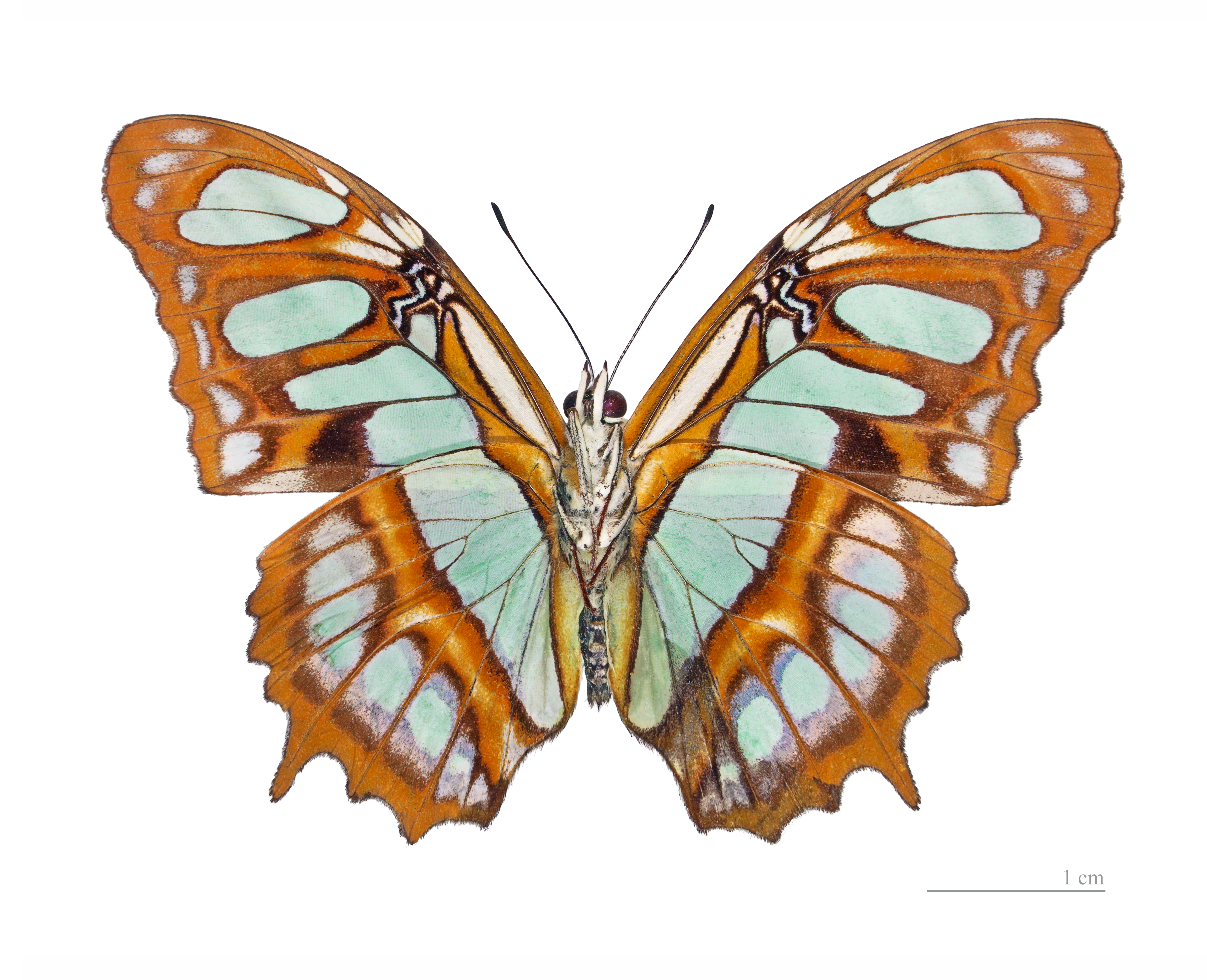
Siproeta stelenes